# پرت اند ویتنی کانادا پی‌تی۶
پرت اند ویتنی کانادا پی‌تی۶ (به انگلیسی: Pratt & Whitney Canada PT6) یک موتور هواپیمای توربوپراپ است که توسط شرکت پرت اند ویتنی کانادا تولید شده است. طراحی آن در سال ۱۹۵۸ آغاز شد، اولین بار در فوریه ۱۹۶۰ آزمایش شد، اولین بار در ۳۰ می ۱۹۶۱ پرواز کرد، در سال ۱۹۶۴ وارد خدمت شد و از آن زمان به‌طور مداوم به روز شده است. این موتور شامل دو بخش اصلی است: یک ژنراتور گاز با گیربکس جانبی و یک توربین قدرت آزاد با گیربکس کاهش دهنده، و اغلب به سمت عقب در هواپیما نصب می‌شود تا جایی که ورودی در عقب و اگزوز در جلو قرار دارد. بسیاری از انواع پی‌تی۶، نه تنها به عنوان یک موتور توربوپراپ، بلکه به عنوان موتورهای توربوشفت برای بالگردها، وسایل نقلیه زمینی، هاورکرافت، قایق‌ها و به عنوان واحدهای برق کمکی(APU)، و همچنین برای مصارف صنعتی تولید شده‌اند. تا نوامبر ۲۰۱۵، ۵۱۰۰۰ دستگاه از آن تولید شده بود و ۴۰۰ میلیون ساعت پرواز از سال ۱۹۶۳ تا ۲۰۱۶ برای آن به ثبت رسیده است. این موتور به دلیل قابلیت اطمینان بالا، با نرخ خاموشی در حین پرواز ۱ در هر ۶۵۱۱۲۶ ساعت در سال ۲۰۱۶ شناخته شده است. پی‌تی۶ای محدوده توان بین ۵۸۰ و ۱٬۹۴۰ اسب بخار کوتاه (۴۳۰ و ۱٬۴۵۰ کیلووات) را تأمین می‌کند در حالی که پی‌تی۶بی/سی انواع توربوشفت برای بالگردها هستند.

## استفاده شده در
این موتور در بیش از ۱۰۰ هواگرد برای کاربردهای مختلف استفاده می‌شود.

### PT6A
- AASI Jetcruzer
- ایرکماندر ۶۸۰تی (تبدیل به PT6)
- ائرو ای‌ئی ۲۷۰ ایبیس
- AHRLAC Holdings Ahrlac
- خانواده ای‌تی-۴۰۰
- ایرتراکتور ای‌تی-۵۰۰
- ایرتراکتور ای‌تی-۶۰۲
- ای‌تی-۸۰۲ ایرتراکتور
- آنتیلس سوپر گوس
- آنتونوف-۲۸
- Ayres Turbo Thrush
- Basler BT-67
- بیچ‌کرفت ۱۹۰۰
- بیچ‌کرفت مدل ۹۹
- بیچ‌کرفت A36TC بونانزا (نسخه توربینی)
- Beechcraft C-12 Huron
- بیچ‌کرفت کینگ ایر
- بیچ‌کرفت لایتنینگ
- Beech 18 series (نسخه توربینی)
- بیچ‌کرفت مدل ۸۷
- بیچ‌کرفت مدل ۹۹
- Beechcraft RC-12 Guardrail
- بیچ‌کرفت RU-21C یوت
- Beechcraft Starship
- Beechcraft Super King Air
- بیچ‌کرفت تی-۶ تکسان II
- بیچ‌کرفت T-34C توربو-منتور
- بیچ‌کرفت T-۴۴ پگاسوس
- Beriev Be-30K
- Calidus B-250
- CASA C-212 series 300P
- سسنا ۲۰۸ کاروان
- Cessna P210N (نسخه توربینی)
- سسنا ۴۰۴ تیتان (نسخه توربینی)
- سسنا ۴۲۱سی گلدن ایگل (نسخه توربینی)
- سسنا ۴۲۵ کورس‌ایر/کانکوئست I
- Conair Turbo Firecat
- Conroy Tri-Turbo-Three
- د هاویلند کانادا دی‌اچ‌سی-۲ Mk. III توربو بیور
- دی هاویلند کانادا دی‌اچ‌سی-۲تی توربو بیور[۳]
- دی هاویلند کانادا دی‌اچ‌سی-۳ اوتر (نسخه توربینی)
- دی هاویلند کانادا دی‌اچ‌سی-۶ توئین اوتر
- de Havilland Canada Dash 7
- Dominion UV-23 Scout
- دورنیه دو ۲۸ توربو اسکای‌سرونت
- دورنیه سی‌استار
- داگلاس دی‌سی-۳ (نسخه توربینی)
- اپیک ال‌تی داینستی
- امبرائر ئی‌ام‌بی ۱۱۰ باندیرانته
- امبرائر ئی‌ام‌بی ۱۲۱ شینگو
- امبرائر ئی‌ام‌بی ۳۱۲ توکانو
- امبرائر ئی‌ام‌بی ۳۱۴ سوپر توکانو
- فریکز موهاوک ۲۹۸
- فریکز توربوکت
- گلف‌استریم امریکن هاستلر ۴۰۰
- گرومن ملارد (نسخه توربینی)
- گرومن گوس (نسخه توربینی)
- هاربین وای-۱۲
- هلیو ای‌یو-۲۴ استالیون
- آی‌ای‌آی آراوا
- ایتان (هواپیما)
- Indonesian Aerospace N-219
- جت‌پراپ دی‌ال‌ایکس
- Kestrel K-350
- ک‌تی-۱ وونگبی
- لت-۴۱۰
- Lancair Evolution
- NAL Saras
- NDN Fieldmaster
- FTS Turbo Firecracker
- پی-۷۵۰ ایکس‌استول
- پی ای‌سی کرسکو
- Piaggio P.180 Avanti
- پیلاتوس پی‌سی-۶/بی توربو-پورتر
- پیلاتوس پی‌سی-۷
- پس‌سی-۹
- پی‌سی-۱۲
- پیلاتوس پی‌سی-۲۱
- پایپر پی‌ای-۳۱پی (نسخه توربینی)
- Piper PA-31T Cheyenne
- Piper PA-42 Cheyenne III
- پایپر پی‌ای-۴۶–۵۰۰تی‌پی مریدیان
- پایپر T۱۰۴۰
- پی‌ال‌زد-۱۳۰تی توربو اورلیک و پی‌ال‌زد-۱۳۰تی‌سی-II اورلیک
- PZL ام-۱۸ دورمادر (نسخه توربینی)
- PZL M28 Skytruck
- Quest Kodiak
- ریمز-سسنا اف۴۰۶ کاروان II
- Saunders ST-27/ST-28
- اسکیلد کامپوزیتس ای‌تی‌تی‌تی
- شورت ۳۳۰
- شورت ۳۶۰
- Short C-23 Sherpa
- تی‌بی‌ام-۹۱۰
- Spectrum SA-550
- Swearingen SA26-T Merlin IIA
- US Aircraft A-67 Dragon
- هورکوش تی‌ای‌آی
- بایکار بایراکتار آکینجی-بی

### PT6B
- آگوستاوستلند AW۱۱۹ کوالا
- Avicopter AC313
- چانگه زد-۸اف
- لاکهید اچ-۵۱
- سیکورسکی اس-۷۶بی
- Westland Lynx 606

### PT6C
- ایرباس هلی‌کوپترز اچ۱۷۵/اویکوپتر زد-۱۵
- آگوستاوستلند ای‌دابلیو۱۳۹
- آگوستاوستلند ای‌دبلیو۶۰۹
- بل یواچ-۱ گلوبال ایگل به‌روز شده

### PT6D
- سولوی پثفایندر ۲۱

### PT6E
- پی‌سی-۱۲ان‌جی‌ایکس

### ST6
- UAC TurboTrain
- STP-Paxton Turbocar Indy racer

### STN
- Lotus 56 USAC و در خودرو مسابقه فرمول یک

## مشخصات فنی (پی‌تی۶ای-۶)
Data from Jane's 62-63,

#### خصوصیات کلی
- نوع: توربوپراپ
- طول: ۶۲ اینچ (۱٬۵۷۵ میلیمتر)
- قطر: ۱۹ اینچ (۴۸۳ میلیمتر)
- وزن خشک: ۲۷۰ پوند (۱۲۲٫۴۷ کیلوگرم)

#### اجزا
- کمپرسور: کمپرسور محوری ۳ مرحله‌ای + جریان گریز از مرکز ۱ مرحله‌ای
- Combustors: جریان معکوس حلقوی با ۱۴ مشعل سیمپلکس
- توربین: توربین مولد گاز ۱ مرحله‌ای + توربین ۱ مرحله‌ای آزاد
- نوع سوخت: سوخت جت با استاندارد MIL-F-5624E / JP-4 / JP-5
- سامانه روغن: سیستم تقسیم با پمپ‌های فشار از نوع دنده ای و پمپ‌های کشنده، با فشار به گیربکس که توسط پمپ دوم تقویت می‌شود.

#### عملکرد
- حداکثر توان خروجی: ۵۷۸ اسب بخار (۴۳۱ کیلووات) قدرت معادل در ۲۲۰۰ دور در دقیقه خروجی برای برخاستن
- نسبت فشار کلی: ۶٫۳:۱
- جریان جرمی هوا: ۵٫۳ پوند (۲ کیلوگرم)/ثانیه
- مصرف سوخت یژه برخاست: ۰٫۶۷ lb/hph (0.408 kg/kWh)
- نسبت توان به وزن: ۲٫۱۴ hp/lb (3.52 kW/kg)